# Dorfkirche St. Moritz (Hallau)

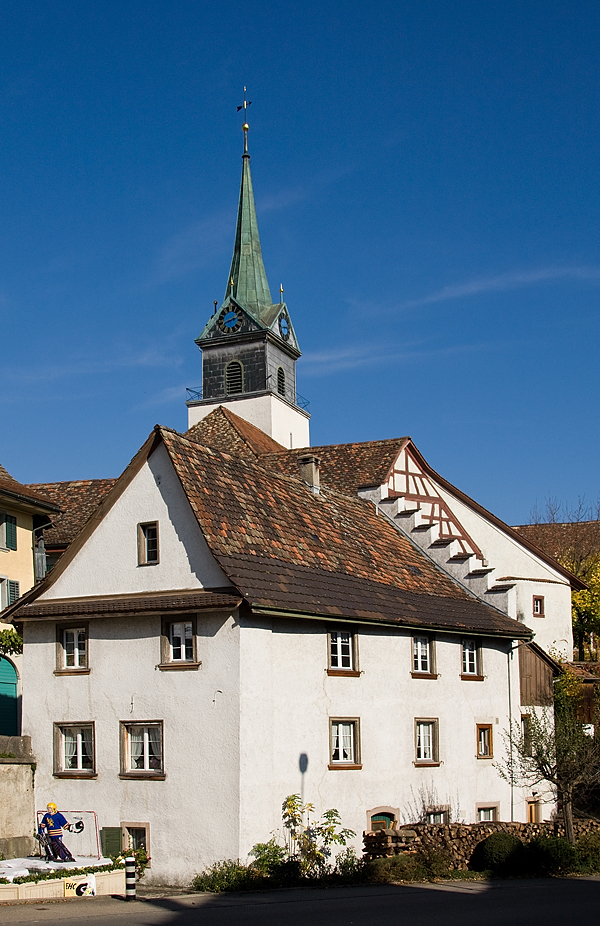
Dorfkirche Hallau, Ansicht aus Südwesten

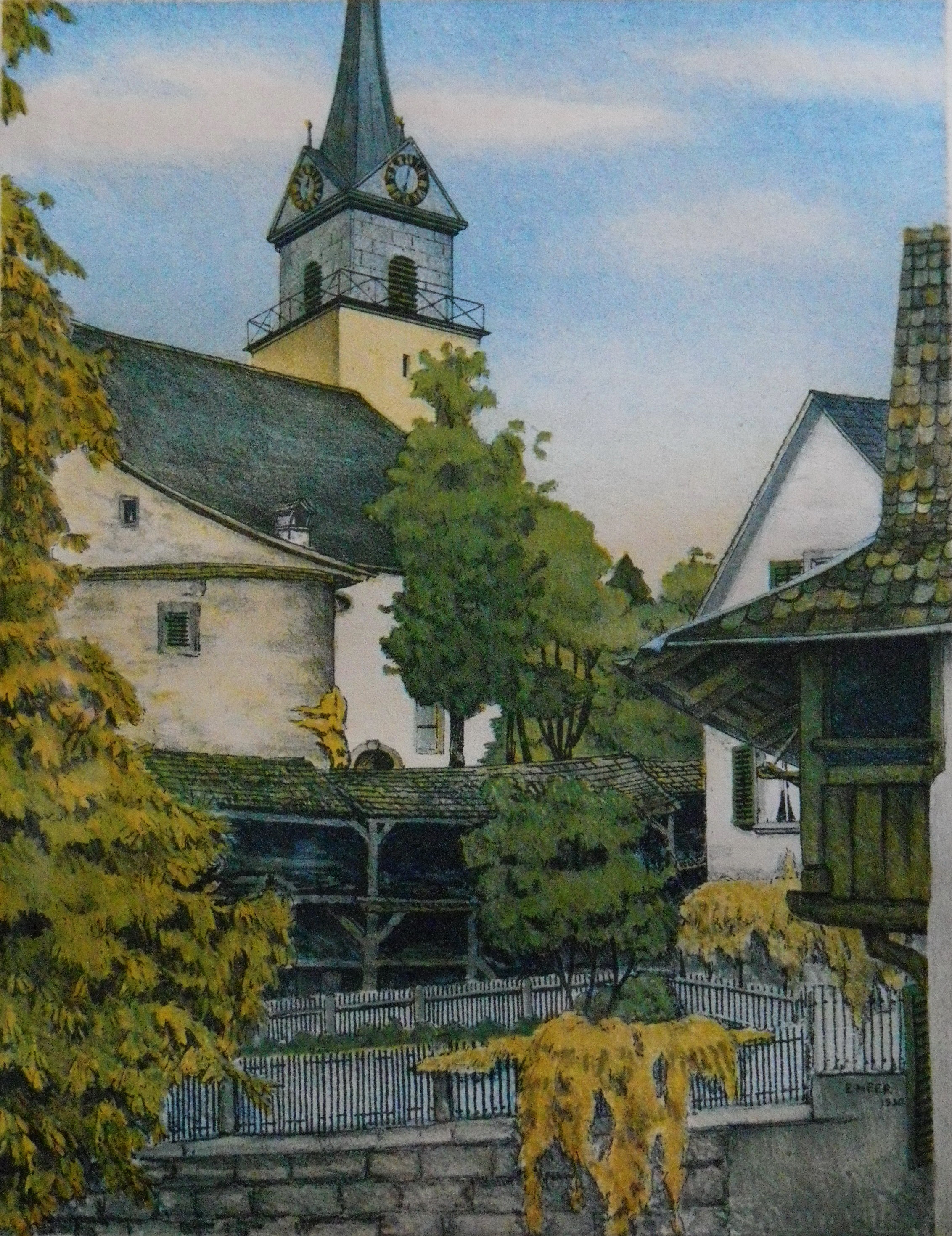
Lithografie von Erwin Heer

Die Dorfkirche St. Moritz steht im Zentrum der Gemeinde Hallau im Schweizer Kanton Schaffhausen.

## Geschichte
Über die Anfänge der Kirche ist fast nichts bekannt. Ihre früheste Erwähnung stammt aus dem Jahr 1424; der Turm wurde ungefähr auf das Jahr 1320 dendrodatiert. Es wird angenommen, dass erst später eine Kapelle an den Turm angebaut wurde. Die Kirche ist umgeben von einer Ringmauer mit ursprünglich vier Wehrtürmen. Der nordwestliche, in dem nach 1508 bis 1594 die erste Hallauer Schule „Lernung“ untergebracht war, wurde 1926 abgebrochen. Vom südwestlichen Turm sind noch Teile in der Mauer des heute dort stehenden Hauses enthalten. Diese Festung war der Rückzugsort der Hallauer, so zum Beispiel 1499 im Schwabenkrieg.

## Kirche
Beim Umbau von 1956 wurden im Inneren Beobachtungen gemacht, die auf eine gleich lange, aber weniger breite Kapelle hinweisen. 1589 wurde die südliche Mauer etwas nach Süden versetzt und im Chor eine neue Türe eingebaut. 1753 wurde die Kirche fast vollständig abgebrochen und gegen Norden verbreitert. Zuletzt renovierte man die Kirche 1956 und 1992 die äussere Fassade. Innerhalb des Kirchhofes steht das Ortsmuseum.